# Pavel Kostitchkine
Pour les articles homonymes, voir Kostitchkine.
Pavel Viktorovitch Kostitchkine - en russe : Павел Викторович Костичкин et en anglais Pavel Kostichkin - (né le 9 novembre 1968 à Moscou en République socialiste fédérative soviétique de Russie) est un joueur professionnel russe de hockey sur glace devenu entraîneur. Il est le père du joueur professionnel Nikolaï Kostitchkine.

## Biographie

### Carrière en club
Formé au HK CSKA Moscou, il commence sa carrière en 1985 dans le  championnat d'URSS. Il a remporté à quatre reprises cette compétition ainsi que cinq Coupes d'Europe. Il est choisi au cours du repêchage d'entrée dans la LNH 1988 par les Jets de Winnipeg en 10e ronde, en 199e position. Il part en Amérique du Nord en 1992. Il est assigné aux Hawks de Moncton. Après une saison dans la Ligue américaine de hockey, il part au Danemark. Il a évolué en Finlande, Italie et en Biélorussie. Il met un terme à sa carrière en 2005.

### Carrière internationale
Il représente l'URSS en sélections jeunes. Lors du championnat du monde junior 1987, alors que l'URSS est menée 4-2 par le Canada, une bagarre éclate entre Kostitchkine et Theoren Fleury. Cette bagarre va dégénérer et l'ensemble des deux équipes va participer à la première bagarre générale d'une édition de championnat du monde junior. À la suite de cet incident, la Fédération internationale de hockey sur glace décide de disqualifier les deux nations, infligeant des suspensions allant pour certains joueurs jusqu'à 18 mois et jusqu'à deux ans pour les entraîneurs des équipes.

## Statistiques

### En club
| Saison    | Équipe              | Ligue         |    | Saison régulière | Saison régulière | Saison régulière | Saison régulière | Saison régulière |   | Séries éliminatoires | Séries éliminatoires | Séries éliminatoires | Séries éliminatoires | Séries éliminatoires |
| Saison    | Équipe              | Ligue         | PJ | B                | A                | Pts              | Pun              | PJ               | B | A                    | Pts                  | Pun                  |                      |                      |
| 1985-1986 | CSKA Moscou         | URSS          | 16 | 5                | 4                | 9                | 12               |                  |   |                      |                      |                      |                      |                      |
| 1986-1987 | CSKA Moscou         | URSS          | 13 | 0                | 3                | 3                | 4                |                  |   |                      |                      |                      |                      |                      |
| 1987-1988 | CSKA Moscou         | URSS          | 40 | 8                | 0                | 8                | 20               |                  |   |                      |                      |                      |                      |                      |
| 1988-1989 | CSKA Moscou         | URSS          | 31 | 4                | 2                | 6                | 16               |                  |   |                      |                      |                      |                      |                      |
| 1989-1990 | CSKA Moscou         | URSS          | 25 | 3                | 4                | 7                | 14               |                  |   |                      |                      |                      |                      |                      |
| 1990-1991 | CSKA Moscou         | URSS          | 26 | 4                | 4                | 8                | 10               |                  |   |                      |                      |                      |                      |                      |
| 1991-1992 | CSKA Moscou         | MHL           | 11 | 1                | 2                | 3                | 10               |                  |   |                      |                      |                      |                      |                      |
| 1992-1993 | Hawks de Moncton    | LAH           | 65 | 16               | 18               | 34               | 51               | -                | - | -                    | -                    | -                    |                      |                      |
| 1993-1994 | Rungsted IK         | Danemark      | 18 | 13               | 8                | 21               | 30               |                  |   |                      |                      |                      |                      |                      |
| 1994-1995 | Rungsted IK         | Danemark      | 41 | 26               | 38               | 64               | 32               |                  |   |                      |                      |                      |                      |                      |
| 1995-1996 | Rungsted IK         | Danemark      | 37 | 27               | 34               | 61               | 36               |                  |   |                      |                      |                      |                      |                      |
| 1996-1997 | Rungsted IK         | Danemark      | 46 | 18               | 42               | 60               | 88               |                  |   |                      |                      |                      |                      |                      |
| 1997-1998 | Espoo Blues         | SM-liiga      | 48 | 10               | 20               | 30               | 44               | 7                | 0 | 3                    | 3                    | 12                   |                      |                      |
| 1998-1999 | Khimik Voskressensk | Superliga     | 3  | 0                | 1                | 1                | 0                | -                | - | -                    | -                    | -                    |                      |                      |
| 1998-1999 | Rungsted IK         | Danemark      | 39 | 22               | 39               | 61               | 38               |                  |   |                      |                      |                      |                      |                      |
| 1999-2000 | Rødovre IK          | Danemark      | 36 | 11               | 24               | 35               |                  |                  |   |                      |                      |                      |                      |                      |
| 2000-2001 | Rødovre IK          | Danemark      | 41 | 19               | 38               | 57               | 79               |                  |   |                      |                      |                      |                      |                      |
| 2001-2002 | Krylia Sovetov      | Superliga     |    |                  |                  |                  |                  |                  |   |                      |                      |                      |                      |                      |
| 2001-2002 | Khimik Voskressensk | Vyschaïa liga | 9  | 1                | 1                | 2                | 10               |                  |   |                      |                      |                      |                      |                      |
| 2002-2003 | HC Settequerce      | Serie A2      |    |                  |                  |                  |                  |                  |   |                      |                      |                      |                      |                      |
| 2003-2004 | HK Homiel           | Ekstraliga    | 27 | 3                | 3                | 6                | 26               |                  |   |                      |                      |                      |                      |                      |